# Сан-Беніто (округ, Каліфорнія)
Шаблон:StateAbbr_ 36°37′ пн. ш. 121°05′ зх. д. / 36.61° пн. ш. 121.08° зх. д.
Округ Сан-Беніто (англ. San Benito County) — округ (графство) у штаті Каліфорнія, США. Ідентифікатор округу 06069.

## Історія
Округ утворений 1850 року.

## Демографія
За даними перепису
2000 року
загальне населення округу становило 53234 осіб, зокрема міського населення було 41197, а сільського — 12037.
Серед мешканців округу чоловіків було 26941, а жінок — 26293. В окрузі було 15885 домогосподарств, 12893 родин, які мешкали в 16499 будинках.
Середній розмір родини становив 3,64.
Віковий розподіл населення поданий у таблиці:
| Стать    | До 15 років | 15-21 | 22-29 | 30-39 | 40-49 | 50-65 | 65-85 | Понад 85 |
| -------- | ----------- | ----- | ----- | ----- | ----- | ----- | ----- | -------- |
| Чоловіки | 7510        | 2922  | 2789  | 4459  | 3972  | 3382  | 1766  | 141      |
| Жінки    | 6976        | 2591  | 2655  | 4435  | 3928  | 3300  | 2086  | 322      |

## Виноски
1. ↑  U.S. Decennial Census. United States Census Bureau. Процитовано 4 жовтня 2015.
2. ↑  Historical Census Browser. University of Virginia Library. Архів оригіналу за 11 серпня 2012. Процитовано 4 жовтня 2015.
3. ↑  Forstall, Richard L., ред. (27 березня 1995). Population of Counties by Decennial Census: 1900 to 1990. United States Census Bureau. Процитовано 4 жовтня 2015.
4. ↑  Census 2000 PHC-T-4. Ranking Tables for Counties: 1990 and 2000 (PDF). United States Census Bureau. 2 квітня 2001. Процитовано 4 жовтня 2015.
5. ↑  State & County QuickFacts. United States Census Bureau. Процитовано 24 березня 2017.(англ.) Наведено за англійською вікіпедією.
6. ↑  American FactFinder. Бюро перепису населення США. Архів оригіналу за 26 лютого 2012. Процитовано 31 січня 2008. [Архівовано 2008-05-21 у Wayback Machine.]

| США | Це незавершена стаття з географії США. Ви можете допомогти проєкту, виправивши або дописавши її. |